# Sjöboviken
Sjöboviken är en bebyggelse i Lillkyrka socken nära den nordvästra stranden av Hjälmaren i Örebro kommun i Närke. SCB avgränsade här en småort mellan 2010 och 2020, inledningsmässigt benämnd Brohammar,  och sedan 2020 en tätort med namnet Sjöboviken.

## Befolkningsutveckling
| Befolkningsutvecklingen i Brohammar/Sjöboviken 2010–2020 | Befolkningsutvecklingen i Brohammar/Sjöboviken 2010–2020 | Befolkningsutvecklingen i Brohammar/Sjöboviken 2010–2020 | Befolkningsutvecklingen i Brohammar/Sjöboviken 2010–2020 | Befolkningsutvecklingen i Brohammar/Sjöboviken 2010–2020 |
| -------------------------------------------------------- | -------------------------------------------------------- | -------------------------------------------------------- | -------------------------------------------------------- | -------------------------------------------------------- |
|                                                          |                                                          |                                                          |                                                          |                                                          |
| År                                                       |                                                          |                                                          | Folkmängd                                                | Areal (ha)                                               |
| 2010                                                     | 2010                                                     |                                                          | 151                                                      | 23#                                                      |
| 2015                                                     | 2015                                                     |                                                          | 157                                                      | 30#                                                      |
| 2020                                                     | 2020                                                     |                                                          | 200                                                      | 38                                                       |
| Anm.: # Som småort.                                      |                                                          |                                                          |                                                          |                                                          |